# Луций Стертиний Авит
Луций Стертиний Авит (лат. Lucius Stertinius Avitus) — римский политический деятель второй половины I века.
Авит происходил из всаднического рода. Его родиной была либо Испания, либо Африка. В эпоху правления императора Веспасиана или Домициана он находился на посту прокуратора провинции Норик. В 92 году Авит занимал должность консула-суффекта вместе с Тиберием Юлием Цельсом Полемеаном. Он был другом поэта Марциала, который называл Авита «sublimi pectore vates». Из эпиграмм Марциала известно, что Авит также сочинял стихи. Впрочем ни о названии, ни о содержании этих трудов ничего не известно.
Его сыновьями были консул-суффект 113 года Луций Стертиний Норик и консул-суффект 112 года Публий Стертиний Кварт.